# امبلیمانت
امبلیمانت (به فرانسوی: Amblimont) یک کامین در فرانسه است که در Canton of Mouzon واقع شده‌است.

## خصوصیات
امبلیمانت ۷٫۴ کیلومترمربع مساحت و ۱۴۲ نفر جمعیت دارد و ۲۲۰ متر بالاتر از سطح دریا واقع شده‌است.